# Gaillardia
Genre
Classification phylogénétique
Gaillardia, aussi communément appelée Gaillardes, est un genre de plante à fleurs de la famille des astéracées. 

## Nom
Le nom de genre, attribué par Auguste Denis Fougeroux de Bondaroy en 1786, est dédié à un de ses amis, magistrat et botaniste amateur français, Gaillard de Charentonneau.

## Symbolisme
La gaillarde est l'emblème floral de la Wallonie, en Belgique, depuis le début du XXe siècle,. 
C'est la baronne Léonie de Waha, militante wallonne et féministe, fondatrice de l'Union des femmes de Wallonie, qui propose la gaillarde comme emblème de la Région. En effet, les patriotes liégeois de 1789 ou de 1830 auraient déjà utilisé cette fleur comme signe de ralliement. 
À cette époque, la Wallonie avait choisi les couleurs rouge et jaune, couleurs de la fleur, comme symbole régional. Le 29 mars 1914, l'Assemblée wallonne consacre la fleur comme emblème, « considérant que la gaillarde a été unanimement adoptée comme emblème patriotique, considérant que l'Union des femmes de Wallonie et sa présidente, Madame la baronne Léonie de Waha de Chestret, ont bien mérité de la Wallonie en propageant cet emblème ».
Depuis le décret du 3 décembre 2015, cette fleur fait partie des symboles identitaires wallons officiellement reconnus.
Au Canada, la gaillarde est également l'emblème floral de la région du Saguenay–Lac-Saint-Jean, au Québec[réf. nécessaire].
Les différentes espèces sont originaires des Amériques.

## Liste d'espèces
Selon le SITI :
- Gaillardia aestivalis (Walt.) H. Rock
- Gaillardia amblyodon J. Gay
- Gaillardia aristata Pursh
- Gaillardia arizonica Gray
- Gaillardia coahuilensis B.L. Turner
- Gaillardia flava Rydb.
- Gaillardia ×grandiflora Van Houtte
- Gaillardia multiceps Greene
- Gaillardia parryi Greene
- Gaillardia pinnatifida Torr.
- Gaillardia pulchella Foug.
- Gaillardia spathulata Gray
- Gaillardia spatulata Gray
- Gaillardia suavis (Gray et Engelm.) Britt. et Rusby

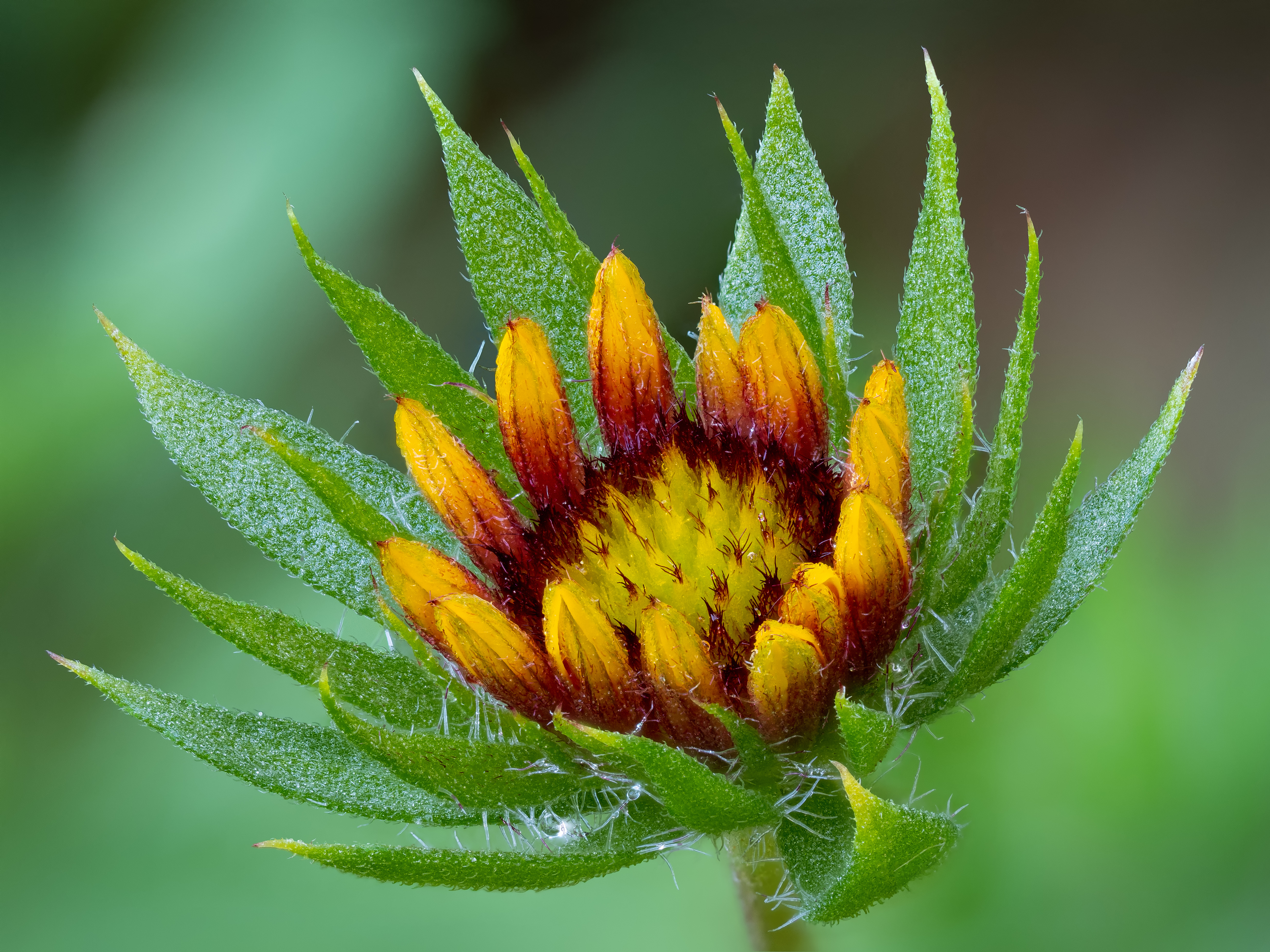
Fleur de Gaillardia aristata.

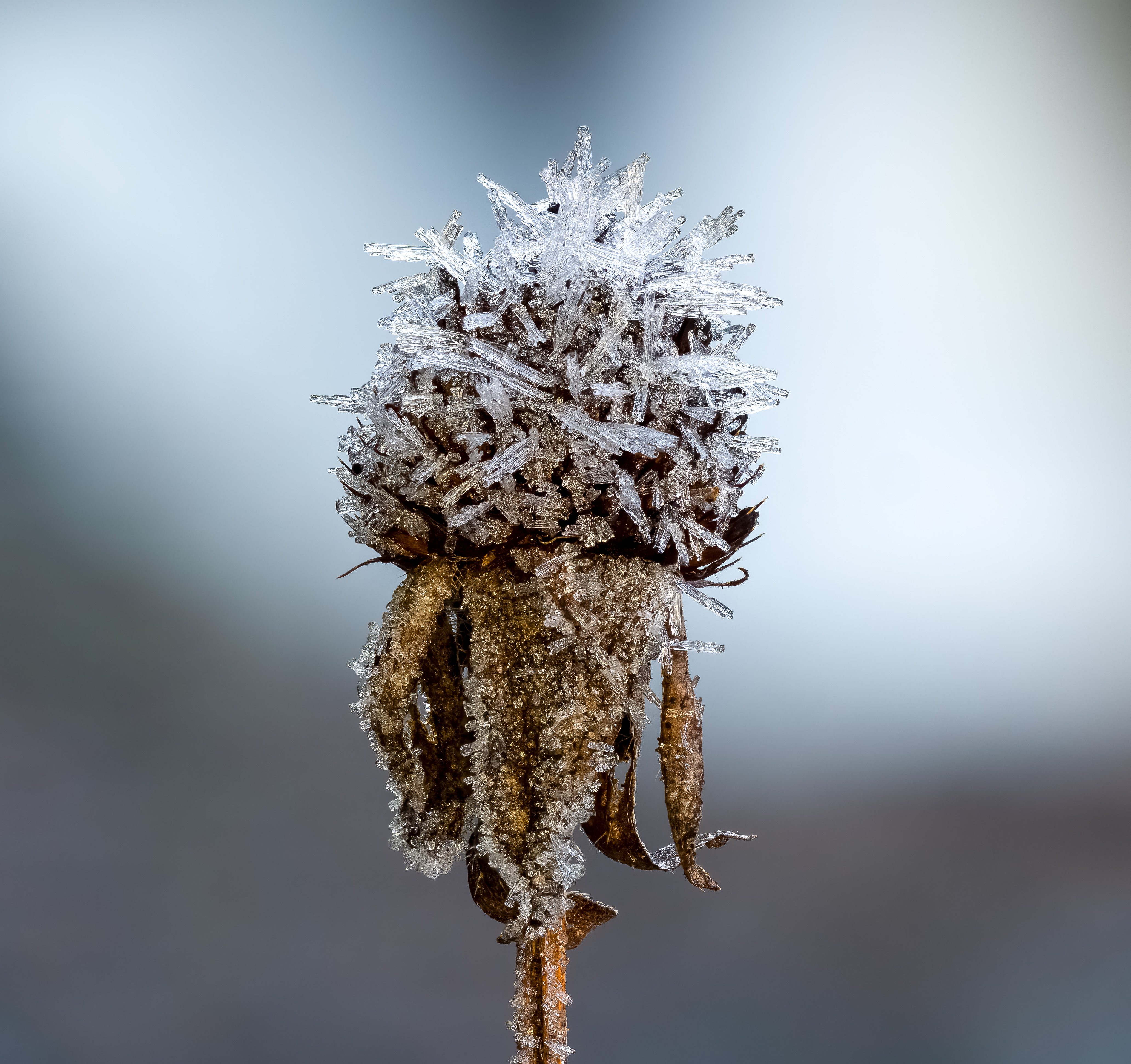
Une Gaillardia aristata couverte de gel. Décembre 2021.

## Hybrides
- Gaillardia ×grandiflora